# Przypływ uczuć
Przypływ uczuć (ang. High Tide) – australijski dramat z 1987 roku, w reżyserii Gillian Armstrong. Premiera filmu miała miejsce w 30 lipca 1987 roku. 
Zdjęcia do filmu kręcono w Eden, Merimbula i Sydney (Australia).

## Fabuła
Lillie (Judy Davis), piosenkarka, bierze udział w trasie koncertowej, wraz z zespołem, którego liderem jest Lester. W czasie trasy zostaje wyrzucona z zespołu, za niepunktualność oraz niezdarność. Na domiar złego - psuje jej się samochód gdzieś na bezdrożach Nowej Południowej Walii, koło nadmorskiej miejscowości Bega. Wynajmuje jedną z przyczep kempingowych. Wkrótce spotyka Ally - jak się później okazuje córkę, którą pozostawiła 16 lat temu jako dziecko. W Bega Ally mieszka razem z Bet (Jan Adele)... jej babcią.
Wcześniej Bet powiedziała Ally, że jej matka nie żyje. Bet ostrzega Liilie, żeby nie wtrącała się w ich życie. Lillie zaczyna romans z Mickiem (Colin Friels) i opowiada mu o Ally. Mając nadzieję na zbudowanie przyszłości z Lillie, Nick mówi Ally prawdę. Lillie prosi Ally aby pozostała z nią. Konflikt między Bet i Lillie wydaje się być nieunikniony.

## Obsada
- Judy Davis – Lillie
- Jan Adele – Bet
- Claudia Karvan – Ally
- Frankie J. Holden – Lester
- John Clayton – Col
- Colin Friels – Mick
- Toni Scanlan – Mary
- Monica Trapaga – Tracey
- Barry Rugless – menedżer klubu
- Emily Stocker – Michelle

## Nagrody i nominacje
- Australijska Akademia Sztuk Filmowych i Telewizyjnych AFI/AACTA
  - 1987 wygrana za: Najlepsza aktorka - Judy Davis,
  - 1987 wygrana za: Najlepsza aktorka drugoplanowa - Jan Adele,
  - 1987 nominacja za: Najlepszy film Antony - I.Ginnane, Sandra Levy,
  - 1987 nominacja za: Najlepszy reżyser - Gillian Armstrong,
  - 1987 nominacja za: Najlepsza aktorka drugoplanowa - Claudia Karvan,
  - 1987 nominacja za: Najlepszy dźwięk - Anne Breslin, Ben Osmo, Geoff Krix, John Jordan, John Patterson, Peter Fenton, Phil Heywood,
  - 1987 nominacja za: Najlepszy scenariusz oryginalny - Laura Jones
- Amerykańskie Stowarzyszenie Krytyków Filmowych NSFC
  - 1989 wygrana za: Najlepsza aktorka - Judy Davis[2].